# William Kennedy
William Joseph Kennedy, född 16 januari 1928 i Albany, New York, är en amerikansk författare och journalist. Många av hans romaner innehåller händelser omkring medlemmarna av den fiktiva irländsk-amerikanska familjen Phelan, och använder sig av händelser i Albanys historia och det övernaturliga. Bland Kennedys verk kan nämnas The Ink Truck (1969), Legs (1975) om en autentisk gangster från förbudstidens Albany, Billy Phelan's Greatest Game (1978), Ironweed (1983, vinnare av 1984 års Pulitzerpriset för skönlitteratur; filmatiserad, 1987 av Hector Babenco) ett psykologiskt porträtt av en luffare med skuldkänslor som beger sig hem för att försonas, och Roscoe (2002).
Han studerade vid Siena College i Loudonville, New York. Efter att ha tjänstgjort inom armén bodde han i Puerto Rico där han mötte sin mentor, Saul Bellow, som uppmuntrade honom att skriva romaner. Då han bodde i San Juan, Puerto Rico, blev han vän med journalisten/författaren Hunter S. Thompson, en vänskap som höll i sig genom deras karriärer. Kennedy återvände till sin hemstad och arbetade för Times Union som undersökande journalist. Sju av hans romaner utspelar sig i Albany.

### Romaner
- The Ink Truck (1969)
- Legs (1983) (Legs - gangstern, översättning Ingvar Skogsberg, Legenda, 1986)
- Billy Phelan's Greatest Game (1978) (Billy Phelans största spel, översättning Caj Lundgren, Legenda, 1985)
- Ironweed (1983) (Järngräs, översättning Caj Lundgren, Legenda, 1984)
- Quinn's Book (1988) (Quinns bok, översättning Caj Lundgren, Legenda, 1989)
- Very Old Bones (1992) (Arvedelar, översättning Caj Lundgren, Natur och kultur, 1992)
- The Flaming Corsage (1996) (Lågan i bröstet, översättning Caj Lundgren, Natur och kultur, 1996)
- Roscoe (2002) (Roscoe 2003)

### Fackböcker
- O Albany!: Improbable City of Political Wizards, Fearless Ethnics, Spectacular Aristocrats, Splendid Nobodies, and Underrated Scoundrels (1983)
- The Making of Ironweed (1988)
- Riding the Yellow Trolley Car (1993)

### Filmmanus
- The Cotton Club (1986, tillsammans med Francis Ford Coppola)
- Ironweed (1987)

### Pjäser
- Grand View (premiär på Capital Repertory Theatre, Albany, NY, 1996)
- In the System (kort dramaprojekt, premiär, University at Albany, mars 2003)

### Barnböcker
- Charlie Malarkey and the Belly Button Machine (tillsammans med Brendan Kennedy) (1986)
- Charlie Malarkey and the Singing Moose (tillsammans med Brendan Kennedy) (1994)

## Priser och utmärkelser
- Pulitzerpriset för skönlitteratur 1984 för Ironweed